# Nuclear Technology
Die Nuclear Technology (NT) (deutsch Kerntechnik) ist die führende internationale Zeitschrift, die über neue Entwicklungen in allen Bereichen der praktischen Anwendung der Nuklearwissenschaft berichtet. Zu den Themen gehören alle Aspekte der Kerntechnik: Betrieb, Sicherheit, Instrumentierung, Brennstoff- und Abfallwirtschaft. Ebenfalls abgedeckt sind medizinische Anwendungen, Strahlungsdetektion, Strahlungserzeugung, Gesundheitsphysik und Computeranwendungen. Der Name der Zeitschrift war von 1965 bis 1969 Nuclear Applications und von 1969 bis 1970 Nuclear Applications and Technology.
Die bibliometrische Bewertungsgröße Impact Factor für diese Zeitschrift hatte folgende Werte: 0,953 (2018), der Fünfjahres-Impact-Factor 0,886  (2018) Zitationen pro Artikel.

## Konzeption der Zeitschrift
Im Einzelnen werden vom Verlag selbst folgende Fachgebiete genannt, für die die Zeitschrift relevant ist:
- Kernreaktortechnik, Design, Betrieb, Sicherheit, Thermohydraulik, Instrumentierung, Neutronentransport, Brennstoff, Lizenzierung, Wirtschaftlichkeit und Abfallwirtschaft, einschließlich bestehender und geplanter Reaktoren
- Design, Betrieb und Wirtschaftlichkeit von Brennstoffkreisläufen und deren Anlagen
- Sicherheits- und Störfallanalyse
- Techniken und Anwendungen, die die Nichtverbreitung betreffen und deren Verifizierung
- Strahlungsdetektion und -messung
- Computeranwendungen in der Nuklearindustrie
- Strahlenschutz
- Nukleares Risikomanagement
- Technik der Brennstoffzyklen
- Entsorgung radioaktiver Abfälle
- Materialwissenschaft in der Nuklearindustrie
- Gesundheitsphysik (englisch Health physics, Wissenschaft des Strahlenschutzes)
- Isotopenproduktion
- Medizinische Anwendungen der Nuklearwissenschaft

Die Schwesterzeitschriften Nuclear Science and Engineering und Fusion Science and Technology werden ebenfalls von der American Nuclear Society herausgegeben. Alle drei zusammen decken die Fachgebiete der Zeitschrift Атомная энергия (Atomnaja energija) ab.

## Formate der Artikel
Es werden sechs Formate von Beiträgen zur Zeitschrift unterschieden, die bereits namentlich genannt wurden. Damit ist im Einzelnen folgendes gemeint:
- Ein technischer Artikel (technical paper) ist ein originaler Beitrag zum Wissensgebiet.

- Ein technischer Hinweis oder eine technische Anmerkung (technical notes) beschreibt vorläufige Ergebnisse oder begrenzte Erweiterungen zuvor veröffentlichter Arbeiten.

- Ein kritischer Übersichtsartikel (critical review) kombiniert einen aktuellen Überblick über ein Fachgebiet mit einer umfassenden Literaturübersicht, um den Stand der Technik kritisch zu bewerten, fügt dem Gebiet jedoch nicht unbedingt neues Wissen hinzu.

- Eine schnelle Kommunikation (Rapid communication) ermöglicht eine schnelle Veröffentlichung innovativer Arbeiten von hohem und unmittelbarem Interesse für die Leserschaft der Zeitschrift, und zwar nach einer beschleunigten Überprüfung und Verarbeitung.

- Eine Buchbesprechung (Book review) gibt einen Überblick über ein kürzlich veröffentlichtes fachspezifisches Buch, einschließlich einer kurzen Zusammenfassung und einer Einschätzung (Bewertung) für die Community.

- Ein Brief an den Herausgeber (Letter to the editor) bietet ein schnelles Medium für Kommentare zu redaktionellen Richtlinien und für Diskussionen über den Inhalt anderer Beiträge.

## Indexierung
Die Zeitschrift Nuclear Science and Engineering wird in folgenden bibliographischen Datenbanken und Zitationsdatenbanken indexiert (Auswahl):
- Chemical Abstracts Service
- Current Contents
- Web of Science
- Ei Compendex
- INIS Collection Search (International Nuclear Information System)
- Science Citation Index
- SCOPUS

Die sog. Titelinformationen der Zeitschrift und die wissenschaftlichen Bibliotheken in Deutschland und Österreich, in denen die Zeitschrift vorhanden ist, können in der Zeitschriftendatenbank (ZDB)  nachgeschlagen werden.